# Koji Tanaka
Koji Tanaka (田中 孝司, Tanaka Koji) est un footballeur japonais né le 2 novembre 1955 dans la Préfecture de Saitama au Japon.
Un petit clin d'œil a ce joueur est fait dans le dessin animé "detective conan" dans l'épisode 90 : meurtre au parfum (saison 3)